# Modulus tectum
Modulus tectum là một loài ốc biển, là động vật thân mềm chân bụng sống ở biển thuộc họ Modulidae.

## Hình ảnh

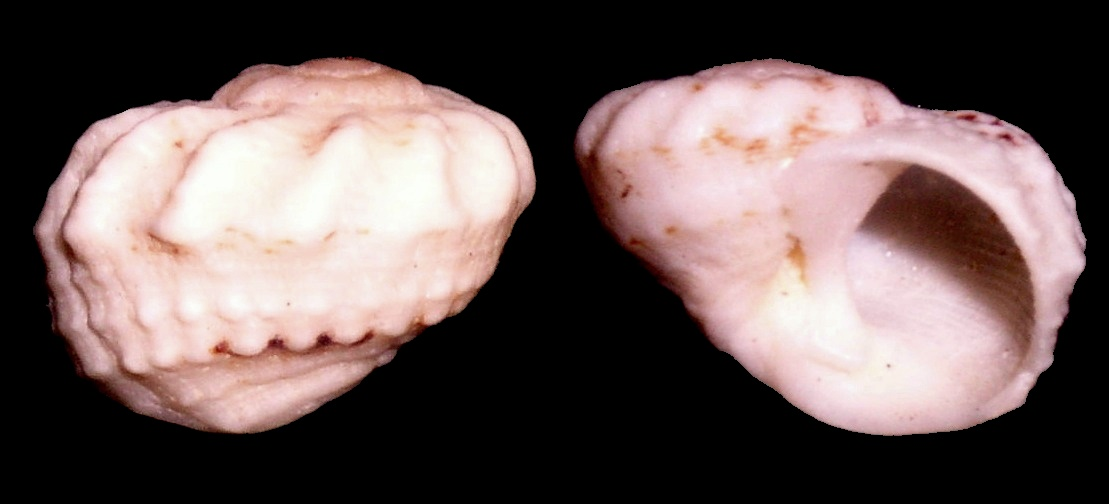